# یوان جیمز
یوان جیمز (انگلیسی: Ioan James؛ زادهٔ ۲۳ مهٔ ۱۹۲۸) یک دانشمند و ریاضیدان و از اعضای انجمن سلطنتی بریتانیا است.